# The GodFather
The GodFather ist eine proprietäre, kostenlose Software für Windows zum Verwalten von Musikdateien. Sie ist in deutscher Sprache erhältlich.
Mit The GodFather kann man die Metadaten der Musikdateien, auch Tags genannt, bearbeiten (Tag-Editor). Es stehen dazu zahlreiche Möglichkeiten zur Verfügung. Man kann die fehlenden Informationen manuell einfügen, oder man kann beispielsweise direkt für ein ganzes Album den Künstler bestimmen und diesen automatisch in alle Musikdateien eintragen lassen. The GodFather bietet auch umfangreiche Möglichkeiten, um Informationen für die Tags aus dem Internet abzurufen (CDDB) oder sie aus den Dateinamen abzuleiten.
Weiterhin kann die Software Musikdateien nach einem frei wählbaren Schema umbenennen. Dazu müssen jedoch die oben erwähnten Tags vorhanden sein, denn aus diesen bezieht The GodFather die Informationen zum Umbenennen. Außerdem bietet dieses Programm eine Funktion zum Einsortieren der Musik in eine bestimmte Verzeichnisstruktur und eine nicht so ausgereifte Funktion zum Erkennen doppelter Musikdateien. Das Programm unterstützt viele gängige Musikformate, neben MP3 werden auch Ogg Vorbis, mpc, Monkey’s Audio, FLAC, AAC, apl, wv, ofr und Speex unterstützt. Die Dateiformate MP1, MP2 und WMA werden jedoch nicht unterstützt.
Eine weitere Fähigkeit des Programms ist, dass man von der Programmoberfläche aus Skripte anpassen und starten kann, welche das Umbenennen und Einsortieren der Musik stark vereinfachen können. Als Skriptsprache wird Standard Pascal verwendet und dem Programm liegen bei der Installation einige Skriptbeispiele bei, welche den Einstieg in diese Technik erleichtern sollen.